# レイディオ・ゴー!
『レイディオ・ゴー!』は、MBSラジオで2019年7月1日から2021年10月1日まで毎週月曜日 - 金曜日の朝5時台に放送されていた音楽番組。編成上の放送時間は5:00 - 6:00だが、実際には5:00 - 5:53（いずれもJST）に放送されている。

## 概要
2008年3月31日から放送されていた生ワイド番組『子守康範 朝からてんコモリ!』のうち、2009年4月6日から編成されていた午前5時台のパート（放送上の名称は『子守康範 朝からてんコモリ! 5時ですよ〜』）を引き継いだうえで、単独番組として新たに編成。MBSラジオが令和時代（2019年5月1日以降）に通年で編成する新番組の第1号で、『朝からてんコモリ!』については、番組開始当初の時間帯（6:00 - 8:00）で放送を続けた。
番組のコンセプトは「令和に、Ladyが、Radioで、5時から、Ready Go!」で、パーソナリティには、かつて日本道路交通情報センターの大阪センターから道路交通情報を伝えていた女性のフリーアナウンサー（上代貴子・柴田由美子）を起用。番組タイトルの「レイディオ」には「（年号である令和の）令」「（パーソナリティの属性を表す）Lady（レディ）」「Radio（レイディオ）」、「ゴー」には「（放送の時間帯である）5時」「（『1日のスタート』を意味する）Go」という意味を込めている。さらに、このタイトルにちなんで、『RADIO GA GA』（クイーン）を番組のテーマソングに採用している。
「今」（放送当日の出来事や予定）にこだわった選曲や、前述した経歴を持つパーソナリティ自身がスタジオから直々に伝える道路交通情報（放送上の呼称は「MBS交通情報」）が特徴。放送開始から6ヶ月半後（2020年1月16日）に三才ブックスから刊行された『必聴ラジオ100』では、「今聴くべき100番組」の1つに認定されている。
2021年1月1日（金曜日）には、同年のMBSラジオにおける最初の生放送番組として、2:30 - 4:39（通常は『あどりぶラヂオ』の放送枠）に『上代&柴田のレイディオ・ゴー！丑年スペシャル』を編成。5:00からは、柴田の単独出演によるレギュラー版も放送した。
2021年3月31日（水曜日）放送分までは、毎日放送がテレビ放送事業とラジオ放送事業を兼営していたことから、毎日放送のラジオ局（ラジオ放送事業を統括する部門）で制作していた。毎日放送のテレビ単営局化に伴って、4月1日（木曜日）放送分からは「株式会社MBSラジオ」（ラジオ部門の事業と放送免許を承継したグループ会社）が制作を担当。「株式会社MBSラジオ」としての最初の生放送番組は4月1日未明（2:00 - 4:39）の『あどりぶラヂオ』であったが、同社では毎日放送時代の2020年10月から平日の放送の起点を4時台の後半（月曜日は4:55、火 - 金曜日は4:40）に定めているため、起点基準では当番組が最初の生放送番組に当たる。
しかし、MBSラジオが2021年10月の番組改編で自社制作番組の大幅な見直しに着手した結果、『朝からてんコモリ!』と共に2021年10月1日（金曜日）で放送を終了。最終回には、上代と柴田が揃って出演した。
ちなみに、MBSラジオでは『おはよう川村龍一です』の中盤（2001年10月1日）から、平日の朝5時台に自社制作の生放送番組を編成。番組や放送時間や制作体制を変更しながらも、この編成を20年間にわたって続けてきた。当番組の終了翌週（2021年10月4日）からは、当番組の放送枠を4本の事前収録番組で分割したことに伴って、『上泉雄一のええなぁ!』（『てんコモリ!』の後継番組扱いで放送枠を月 - 木曜日の夕方から移動）から生放送を始めている。『上泉雄一のええなぁ!』は2023年9月29日（金曜日）まで6:00から放送されていたが、翌週（10月2日）以降は放送開始時刻を5:50まで繰り上げることによって、平日朝5時台における生放送番組のレギュラー編成が当番組の終了以来2年振りに復活。

## パーソナリティ
- 月曜 - 水曜：上代貴子
  - 地上波放送ではテレビ・ラジオを通じて初めてのレギュラー番組で、愛称は「ジョー」。日本道路交通情報センター（JARTIC）の大阪センター時代には、10年間にわたって（MBSラジオ向けを含む）道路交通情報を担当していた。
- 木曜・金曜：柴田由美子
  - JARTICからの退所後は、セイプロダクション所属のフリーアナウンサーとして、『情報どっか〜んライブ!ホームランラジオ』（MBSラジオ2010年度のナイターオフ期間限定番組）水曜放送分のアシスタントやFM802の「HEADLINE NEWS」（定時ニュース）「WEATHER INFORMATION」（天気予報）などを担当。『とんねるずのみなさんのおかげでした』（フジテレビ制作）の「博士と助手〜細かすぎて伝わらないモノマネ選手権〜」で、真矢ミキやアンジェラ・アキなどの形態模写を披露した末に優勝したこともで知られる。

柴田が退職した後に上代が入所したため、両名が同時にJARTICに在職したことはない。
パーソナリティの苗字がいずれも2文字であるため、1行に最大9文字しか収められないラジオ番組表では、「レイディオ○　～」（○は曜日を表す漢字、～は当日のパーソナリティの苗字）という表記を用いていた。
2020年以降は、パーソナリティを担当しない日で『朝からてんコモリ!』のアシスタントが休演する場合に、同番組でアシスタント代理を務めることがあった。
MBSラジオでは、当番組が終了してからも、『上代貴子の気分はジョー!ジョー!』（当番組の系譜を継ぐ1時間の音楽番組）を「MBSマンデースペシャル」（通年編成の特別番組）枠や「MBSサンデー・カルチャーナイト」（プロ野球オフシーズン限定の特別番組）枠で随時放送。「『ありがとう浜村淳です』平日版の後継番組」として2024年4月1日から平日の午前中（『上泉雄一のええなぁ!』直後の時間帯）に編成する『ヤマヒロのぴかッとモーニング』では、上代を金曜日の初代パートナーに起用している。

## タイムテーブル
「　」内は放送で用いられているコーナータイトルで、生放送番組のため、時刻は目安。コーナーの合間には、リスナーから寄せられたメッセージを随時紹介したほか、カーラジオで聴取中のドライバーに向けて道路の状況に関するアドバイスを送っていた。
- 5:00 - オープニング
- 5:05 - 「MBSニュース」
  - 前夜から宿直勤務に就いている毎日放送のアナウンサーが、当番組のスタジオとは別の「報道スタジオ」からストレートニュースを伝えていた。
  - 2021年4月1日放送分は、「株式会社MBSラジオ」として最初の定時ニュースであった（担当アナウンサーは関岡香）。しかし、当番組の終了と共に廃枠。平日の通常編成では、6時台の前半（『上泉雄一のええなぁ!』内）から定時ニュースを放送する。
- 5:10 - 「お天気のお知らせ」「MBS交通情報」[3]
  - いずれも、当日のパーソナリティが担当。他の時間帯では「お天気のお知らせ」（天気予報）専用のBGMに使われている『Magical Beautiful Seasons』（「押尾コータロー feat. DEPAPEPE & NAOTO」によるインストゥルメンタル）を、当番組では「MBS交通情報」が終わるまで流していた。
  - 平日午前5時台の交通情報は、MBSラジオでは平日で最も早い時間帯に放送される交通情報として、当番組の放送期間中のみレギュラーで編成。他の時間帯に編成される「MBS交通情報」が日本道路交通情報センター大阪センターからの中継で賄っているのに対して、当番組ではパーソナリティがスタジオから直々に伝えていた[7]。
  - 「お天気のお知らせ」「MBS交通情報」とも、前述した「MBSニュース」と同じく、当番組の放送終了を機に『上泉雄一のええなぁ!』内の6時台から放送する。
- 5:12 - 「今日は何の日?ソング」
  - 放送日にまつわる楽曲を、新旧・洋邦の違いを問わず6曲以上放送[3]。放送の前後や、本番が終了するたびに更新される公式サイトの「オンエアリスト」では、選曲の理由も紹介していた。
  - 金曜日のみ、「ぴよぴよハッピーフライデー」（ファーマフーズのインフォマーシャルを兼ねた健康情報コーナー）を挿入。当番組の終了後は、事前収録へ移行したうえで『モーニングマーケット』（平日の5:15 - 5:45に編成されるラジオショッピング枠）の金曜分へ組み込まれる。
  - 放送日が1月17日（阪神・淡路大震災の発災日）と重なった2020年には、前夜から東遊園地（神戸市中央区）で震災犠牲者への追悼行事が催されていたことから、『 - 朝からてんコモリ! 5時ですよ〜』時代に続いて5時台の後半に東遊園地からの生中継を編成。森本尚太（毎日放送アナウンサー）が前夜からの取材とリポートを担当したほか、発災時刻の5:46から1分間は、参加者による黙祷の模様も伝えていた。
    - 1月17日が日曜日であった2021年には『ネットワーク1・17』（当該時間帯にレギュラーで編成されている震災関連番組）内で生中継を実施したが、当番組の終了によって、当該時間帯から生放送のレギュラー番組が消滅した2022年（1月17日が月曜日）には（特別番組の編成などによる）5時台の生中継を見送った。
- 5:50 - 本編のエンディング
- 5:53 - 『ENEOSプレゼンツ 黒木瞳のあさナビ』
  - 『 - 朝からてんコモリ! 5時ですよ〜』から継続。編成上は当番組の内包コーナーとして扱われていたが、実際には別番組として放送していた。
  - 当番組の終了に伴って、2021年10月4日（月曜日）放送分からは、5:50 - 6:00に単独番組として編成されていた。2023年9月29日（金曜日）でMBSラジオにおける放送を終了することを受けて、翌週（10月2日）からは『上泉雄一のええなぁ!』の生放送を5:50から開始。